# 610. pr. n. št.
610. pr. n. št. je deveto desetletje v 7. stoletju pr. n. št. med letoma 619 pr. n. št. in 610 pr. n. št.. 